# Germán I de Baden
Germán (Friburgo de Brisgovia, h. 1040-Cluny, 25 de abril de 1074) fue margrave de Verona y antepasado de los margraves de Baden.
Germán era el hijo mayor de Bertoldo I, duque de Carintia. Se casó con Judit de Backnang-Sulichgau, condesa de Eberstein-Calw, quien fue la fundadora de la abadía de Hirsau. De ella obtuvo Germán el derecho a Baden-Baden, que más tarde se convertiría en el núcleo de los dominios de la familia. Entre esas tierras estaban los francos Albgau y Ufgau.
Germán I y su esposa fundaron el monasterio agustino de la Colegiata de Backnang. Rápidamente se derrumbó y fue reconstruido por su hijo en 1123. Posteriormente, el monasterio fue el lugar donde reposan cinco generaciones de los margraves de Baden.
Cuando el padre de Germán se convirtió en duque de Carintia en 1061, Germán recibió el título de margrave de Verona. Si bien nunca pudo gobernar en Verona, una dependencia de Carintia, el título de margrave iba a ser conservado por sus descendientes. También era conde de Brisgovia.
En 1073 Germán se separó de su esposa, tomó los votos monásticos y se convirtió en un hermano lego en la abadía de Cluny, donde murió. La iglesia católica lo celebra el 25 de abril.
Germán I y Judit tuvieron los siguientes hijos:
- Germán II (m. 8 de octubre de 1130)
- Lutgarda